# Karl Lueger
Karl Lueger (Vienna, 24 ottobre 1844 – Vienna, 10 marzo 1910) è stato un politico austriaco e borgomastro di Vienna, conosciuto per le sue politiche antisemite e razziste.
Leader del Partito Cristiano-Sociale, deputato al consiglio municipale di Vienna e al parlamento austriaco, divenne poi borgomastro di Vienna, influenzando molto la politica nazionale della città e di tutta la nazione austriaca.
Conosciuto per il suo antisemitismo, Adolf Hitler definì Lueger il sindaco migliore che sia mai esistito. Sostenne inoltre la causa delle politiche razziste contro tutte le minoranze non di lingua tedesca. Hitler apprezzò molto la figura di Lueger nella Vienna dei primi anni del Novecento e ne trasse sicuramente ispirazione.

## Carriera politica
Lueger ha svolto un ruolo in molte sfere politiche, tra cui il Consiglio comunale di Vienna dove è diventato sindaco, il parlamento federale austriaco e il parlamento statale della Bassa Austria.
Nel 1875 fu eletto al consiglio comunale di Vienna (Gemeinderat), inizialmente come liberale. Avrebbe servito nel consiglio fino alla sua morte, salvo per una pausa di due anni dal 1876 al 1878. Fece campagna contro il governo del borgomastro liberale Gaetano Felder e ottenne popolarità come attivista contro la corruzione.
Nel 1888 riunì le fazioni nazionale tedesca (Deutschnationale) e sociale cristiana al municipio per formare un gruppo che in seguito divenne noto come i cristiani uniti (Vereinigte Christen).
Dopo le elezioni del 1895 per la Vienna Gemeinderat, i Cristiano Sociali conquistarono i due terzi dei seggi, ponendo fine al lungo governo liberale. La supermaggioranza sociale cristiana ha successivamente eletto Lueger borgomastro. Tuttavia, durante il periodo imperiale, i sindaci dovevano essere confermati in carica dall'imperatore Francesco Giuseppe. L'imperatore avrebbe odiato Lueger come persona e lo considerava un pericoloso rivoluzionario. Era anche preoccupato per l'antisemitismo di Lueger.
Con il sostegno del primo ministro Kasimir Felix Badeni, Franz Joseph ha rifiutato di confermare Lueger borgomastro. I Cristiano Sociali mantennero una larga maggioranza nel consiglio e rieleggono Lueger come sindaco altre tre volte, solo per avere Franz Joseph rifiutarsi di confermarlo ogni volta. Fu eletto sindaco per la quinta volta nel 1897 e, dopo un'intercessione personale di Papa Leone XIII, la sua elezione fu finalmente sanzionata nello stesso anno.
Lueger era un cattolico zelante e desiderava "conquistare lo spirito universale" per la Chiesa. Non avrebbe avuto né socialdemocratici né pan-tedeschi né ebrei nell'amministrazione municipale. Si assicurò un buon trattamento per gli immigrati cechi.
Progettò di far diventare Vienna una delle migliori città con giardini urbani.
Der schöne Karl ("bel Karl") raggiunse un'enorme popolarità tra i cittadini. Durante il suo mandato, Vienna alla fine cambiò il suo aspetto di capitale di una grande potenza dell'era prima della prima guerra mondiale, un'eredità che rimase anche nella Vienna rossa dopo la dissoluzione dell'Austria-Ungheria nel 1918. Durante il suo mandato, sono state create organizzazioni responsabili dell'elevato tenore di vita ed una parte significativa delle infrastrutture della città contemporanea.
Lueger fu borgomastro di Vienna fino alla sua morte prematura per diabete nel 1910. Fu sepolto nella cripta della chiesa di San Carlo Borromeo recentemente eretta allo Zentralfriedhof (chiamata anche Chiesa commemorativa del dottor Karl Lueger), la cui cerimonia rivoluzionaria aveva eseguita.

## Antisemitismo
Lueger era noto per la sua retorica antisemita e si riferiva a se stesso come un ammiratore di Édouard Drumont, che fondò la Lega antisemita di Francia nel 1889. Decenni dopo, Adolf Hitler, che visse a Vienna dal 1907 al 1913, lo vide come un'ispirazione per le sue opinioni sugli ebrei. Sebbene non fosse un esplicito pan-germanista, Lueger sostenne le politiche razziste contro le minoranze di lingua non tedesca in Austria-Ungheria e nel 1887 votò a favore di un disegno di legge proposto dal suo oppositore di lunga data Georg von Schönerer per limitare l'immigrazione di ebrei russi e rumeni.

## Controversie
Nel 2012 il Comune di Vienna è intervenuto nella toponomastica e ha deciso, dopo lunghi dibattiti, di rinominare il Dr.-Karl-Lueger-Ring, reintitolando alla vicina università quel tratto di strada circolare con il nome di Universitätsring.